# Constantin Papilian
Constantin Papilian (n. 13 octombrie 1852, Izvorălu de Jos, România – d. 1917, București, România) a fost un medic militar român cu gradul de general de brigadă, care, a pus bazele medicinei militare științifice, în România, împreună cu generalul dr. Nicolae Vicol.
A condus Institutul Sanitar Militar în perioada 1902-1905, iar în perioada 1908-1912 Serviciul Sanitar al Armatei României, ca Inspector general. S-a regăsit, ulterior, printre cei acuzați pentru disfuncționalitățile și erorile Serviciul Sanitar al Armatei, din timpul participării României la cel de-Al Doilea Război Balcanic.

## Familia
Era originar din Oltenia, având însă printre antecesorii săi și moldoveni. Satul său de baștină din județul interbelic Mehedinți se numea la origine Cacoți, fiind situat pe atunci în comuna Broscari, nume schimbat în anul 1964. Tatăl său, Ghiță Popescu, avea în ascendență trei generații de preoți bănățeni. Numele lui Constantin a fost schimbat din Popescu în Papilian de către un profesor latinist din liceu, eveniment evocat cu umor de către fiul lui, Victor Papilian, în memoriile sale. Este de menționat că în teza sa de susținere a doctoratului la Paris, este trecută ca dată de naștere 15 octombrie 1851 și ca loc de naștere Turnu Severin.
După absolvirea școlii primare, Constantin Papilian s-a înscris la Facultatea de Medicină din București, aflată sub conducerea lui Carol Davila, pe care a absolvit-o la 1 aprilie 1871. A fost în cea de a opta promoție a acesteia, toți cei 12 absolvenți ai promoției respective obținând calificarea de subchirurgi. A devenit ulterior medic secundar în spitalele din Capitală. Și-a obținut titlul de doctor în medicină la Facultatea de Medicină din Paris, la 14 aprilie 1883, după susținerea tezei Contribution à l'étude des tumeurs malignes de l'oeil chez les enfants.
Viitorul general s-a căsătoria cu Elena Plitos (născută în 1865), descendentă dintr-o familie de moldoveni de prin părțile Tecuciului și au avut cinci copii: Constantin (devenit avocat), Victor (devenit anatomist), Elena (căsătorită Cercel), Hortansa (căsătorită Preda, mama viitorului biolog, profesor universitar și academician Victor Preda) și Margareta (căsătorită cu căpitanul aviator Nicolae Capșa, primul comandant al Escadrilei Nieuport 3 în perioada 1916-1917). Victor Papilian s-a născut în 1889, în vremea în care tatăl său era ofițer-medic la Galați.

## Cariera
La 1 septembrie 1873, Constantin Papilian a obținut titlul de medic de batalion clasa a II-a. Ca medic militar s-a mutat în mai multe garnizoane și orașe, ale României.
A făcut parte din Societatea de Cruce Roșie și a fost trimis în Serbia, în 1875. În 1888 se afla la Galați, iar între 1902-1905 a deținut funcția de director al Institutului Sanitar Militar, cu gradul de colonel. Între 1909-1912 a fost numit în calitate de medic primar, cu grad de general de brigadă, Inspector General în Serviciul Sanitar Militar. A condus Serviciul Sanitar al Armatei României din anul 1908 până în toamna anului 1912. În 1913 a participat la Războiul Balcanic. În anii Primului Război Mondial, ca pensionar, a locuit la București. A decedat aici în anul 1917.
S-a aflat printre cei acuzați pentru disfuncționalitățile și erorile Serviciul Sanitar al Armatei din timpul participării României la cel de-Al Doilea Război Balcanic. Fiind numită o comisie mixtă guvernamentală de anchetă, Papilian și generalul medic Atanasie Demosthene, ambii implicați ca medici militari cu responsabilități în ce privește evenimentele respective, l-au informat despre toate acestea pe Ion I.C. Brătianu – Prim Ministru și Ministru de Război  din ianuarie 1914. Între Demosthene și Papilian s-a declanșat cu această ocazie o polemică, pledoaria pro-domo a generalului Constantin Papilian de aproape 40 de pagini, expediată în aprilie 1914 lui Brătianu, fiind în fapt o replică la unele aserțiuni din raportul personal al generalului Atanasie Demosthene. Conform istoricului Leontin Stoica, această polemică a fost un preludiu al viitoarelor rivalități și dispute privitoare la funcționarea Serviciului Sanitar, în anii Primului Război Mondial.
A publicat două cărți despre organizarea serviciului militar. A fost decorat cu Ordinul Steaua României în grad de cavaler și cu Ordinul Crucii de Takovo.

## Lucrări  publicate
- Contribution à l'étude des tumeurs malignes de l'oeil chez les enfants (Thèse) par Constantin Papillian, Docteur en Médecine de la Faculté de Paris. Paris, Alphonse Derenne (Imp. A. Derenne, Mayenne) 1883.[13]
- Cistita acută, cronică și blenoragia. Memoriu prezentat pentru examenul de înaintare la gradul de medic de regiment Clas. I, de Dr. C. Papillian, Medic de regiment clasa II. Bucureșci (Tipo-Lit. Eduard Wiegand), 1889[13]
- Cauzele reale ale insuficienței serviciului sanitar militar în expediția din Bulgaria de la 1913. Memoriu prezentat D-lui Ministru de războiu și Prim-ministru în Aprilie 1914 de Medicul general de rezervă Dr. C. Papillian, Fost Inspector general al Serviciului Sanitar al Armatei. București, Inst. de Editură și Arte grafice Flacăra, 1914.[13]